# Campeonato Mato-Grossense Segunda Divisão 2022
In 2022 werd het achttiende Campeonato Mato-Grossense Segunda Divisão gespeeld voor clubs uit Braziliaanse staat Mato Grosso. De competitie werd gespeeld van 23 april tot 12 juni en werd georganiseerd door de FMF. Mixto werd kampioen.

## Eerste fase

### Groep A
| Plaats | Club      | Wed. | W | G | V | Saldo | Ptn. |
| ------ | --------- | ---- | - | - | - | ----- | ---- |
| 1.     | Cácerense | 4    | 2 | 2 | 0 | 5:1   | 8    |
| 2.     | Cáceres   | 4    | 2 | 1 | 1 | 3:2   | 7    |
| 3.     | Araguaia  | 4    | 2 | 0 | 2 | 7:3   | 6    |
| 4.     | Poconé    | 4    | 1 | 1 | 2 | 4:10  | 4    |
| 5.     | Primavera | 4    | 0 | 2 | 2 | 2:5   | 2    |

|  | Geplaatst voor finale en promotie |

### Groep B
| Plaats | Club        | Wed. | W | G | V | Saldo | Ptn. |
| ------ | ----------- | ---- | - | - | - | ----- | ---- |
| 1.     | Mixto       | 4    | 4 | 0 | 0 | 18:2  | 12   |
| 2.     | Campo Novo  | 4    | 3 | 0 | 1 | 13:3  | 9    |
| 3.     | Operário FC | 4    | 2 | 0 | 2 | 8:15  | 6    |
| 4.     | Sinop       | 4    | 1 | 0 | 3 | 4:7   | 3    |
| 5.     | Paulistano  | 4    | 0 | 0 | 4 | 1:17  | 0    |

## Tweede fase
In geval van gelijkspel gaat de club met het beste resultaat uit de eerste fase door, in de finale worden strafschoppen genomen. 
|  | halve finale | halve finale | halve finale | halve finale |  |           | finale | finale | finale | finale |
|  |              |              |              |              |  |           |        |        |        |        |
|  |              |              |              |              |  |           |        |        |        |        |
|  | Campo Novo   | 1            | 1            | 2            |  |           |        |        |        |        |
|  | Cácerense    | 1            | 1            | 2            |  |           |        |        |        |        |
|  |              |              |              |              |  | Cácerense | 1      |        | 1 (4)  |        |
|  |              |              |              |              |  | Mixto     | 1      |        | 1 (5)  |        |
|  | Cáceres      | 1            | 0            | 1            |  |           |        |        |        |        |
|  | Mixto        | 1            | 3            | 4            |  |           |        |        |        |        |

## Eindstand
| Plaats | Club        | Wed. | W | G | V | Saldo | Ptn. |
| ------ | ----------- | ---- | - | - | - | ----- | ---- |
| 1.     | Mixto       | 7    | 5 | 2 | 0 | 23:4  | 17   |
| 2.     | Cácerense   | 7    | 3 | 4 | 0 | 10:3  | 13   |
| 3.     | Campo Novo  | 6    | 3 | 1 | 2 | 14:7  | 10   |
| 4.     | Cáceres     | 6    | 2 | 2 | 2 | 4:6   | 8    |
| 5.     | Araguaia    | 4    | 2 | 0 | 2 | 7:3   | 6    |
| 6.     | Operário FC | 4    | 2 | 0 | 2 | 8:15  | 6    |
| 7.     | Poconé      | 4    | 1 | 1 | 2 | 4:10  | 4    |
| 8.     | Sinop       | 4    | 1 | 0 | 3 | 4:7   | 3    |
| 9.     | Primavera   | 4    | 0 | 2 | 2 | 2:5   | 2    |
| 10.    | Paulistano  | 4    | 0 | 0 | 4 | 1:17  | 0    |

|  | Kampioen, promotie naar Primeira Divisão 2023     |
|  | Vicekampioen, promotie naar Primeira Divisão 2023 |
|  | Uitgeschakeld in halve finale                     |
|  | Uitgeschakeld in eerste fase                      |

## Kampioen
| Campeonato Mato-Grossense de 2022 - Segunda Divisão |
| Mato Grosso                                         |
| --------------------------------------------------- |
| Mixto Kampioen (1° titel)                           |